# Walther Lipphardt
Walther Lipphardt (* 14. Oktober 1906 in Wiescherhöfen im Kreis Hamm; † 16. Januar 1981 in Frankfurt am Main) war ein deutscher Musik- und Theaterwissenschaftler, Kirchenmusiker und Gymnasiallehrer.

## Leben
Er wuchs in einer Kaufmannsfamilie in Kassel auf und schloss dort im Jahr 1926 das Gymnasium ab. Studien der Germanistik, Musikwissenschaft, Geschichte, Philosophie und der lateinischen Sprache folgten in Heidelberg (1926/27 und 1928–31) mit einer einjährigen Zwischenetappe in Freiburg im Breisgau (1927/28). Sein ausgeprägtes Interesse an der katholischen Kirche führte zu Kontakten mit der Cusanus-Akademie in Heidelberg und der Benediktinerabtei Maria-Laach, wo Abt Ildefons Herwegen ein reges Zentrum der Liturgischen Bewegung begleitete. 1930 konvertierte Lipphardt zum Katholizismus. 
Seit seiner Gymnasialzeit war er mit Romano Guardinis Erneuerungsbewegung in Kontakt und arbeitete Musik für deren Gottesdienste aus. Manche, wie das Chor-Liederbuch Gesellige Zeit, sind bis heute in Gebrauch.

## Forschung
Lipphardt setzte sich intensiv mit den lateinischen und deutschen geistlichen Spielen des Mittelalters auseinander. Die Musik, die ein integraler Teil dieser Spiele bildete, setzte sich aus dem gregorianischen Choral und dem deutschen geistlichen Lied zusammen. Dementsprechend war Lipphardts 1931 Dissertation („Die altdeutschen Marienklagen“) von Germanistik und Musikwissenschaft geprägt. Im Jahr seiner Promotion qualifizierte er sich durch Prüfungen für den höheren Schuldienst. 
Aus politischen Gründen war es für Lipphardt nicht möglich, eine Universitätslaufbahn anzutreten. Er war folglich bis zu seiner Pensionierung im Jahr 1969 an verschiedenen Gymnasien tätig, wo er Deutsch, Musik, Geschichte, Latein und Philosophie unterrichtete. Berufsbegleitend unterrichtete er an der Musikhochschule in Frankfurt 1946 Musikgeschichte, Gregorianik und Hymnologie. 
Seine Forschungs- und Publikationstätigkeit zum deutschen Kirchenlied war zeitlebens ausgeprägt, unter anderem in der Erstellung des Gotteslobes; es wurde aber nach seiner Pensionierung noch intensiver. In den 1970er und 1980er Jahren widmete er sich der Herausgabe von „Lateinischen Osterfeiern und Osterspiele“ (9 Bde., 1976–1990).